# 男ノ子焼
男ノ子焼（おのこやき）は、現在の福岡県八女市域で焼かれていた陶器。
約400年前、柳川藩主・立花宗茂が朝鮮半島から連れ帰った陶工によって始められたという。以後80年間、柳川藩主の御用窯として栄えたが、熊本県北部の小岱山の麓に窯を移したため、途絶えたと伝えられている。なお、当時小岱山で生産されていた小代焼との繋がりは確認されていない。
現在、再興を目的に「男ノ子焼の里」という施設が建てられ、陶芸家を招致して焼き物が焼かれている。毎年春に行われる「男ノ子焼の里れんげ祭り」などでは窯開きが行われ、市内外からの人出でにぎわっている。